# Alpinanoplophilus yoteizanus
Alpinanoplophilus yoteizanus is een rechtvleugelig insect uit de familie grottensprinkhanen (Rhaphidophoridae). De wetenschappelijke naam van deze soort is voor het eerst geldig gepubliceerd in 2000 door Ishikawa.